# 花に無理をさせる
『花に無理をさせる』は、杉田愉監督による2009年の日本映画。
日本の雄大な四季を背景に、少女が大人に…そしていつか母になるまでを映像詩的に綴った「時と色」が幾何学的に交錯する物語。
第18回サンクトペテルブルク国際映画祭（ロシア）でワールドプレミア上映された。

## 概要
凡そ4年間の歳月を費やして完成に至る。
「第18回にいがた国際映画祭」開幕日に予告編が急遽サプライズ上映され出演者全員が舞台挨拶に臨んだ。
第8回モナコ国際映画祭（モナコ公国）にて丸山桃子が日本人初となる最優秀助演女優賞の栄誉に輝く。

## ストーリー
初潮を迎えたばかりの少女はゆっくりと眠りにつき自らが母になった夢を見る。

## キャスト
- りん(少女)：丸山桃子
- りん(大人)：富永りつ子
- カナヱ(少女)：品田涼花
- カナヱ(大人)：甲斐真弓

## スタッフ
- プロデューサー：杉田 愉
- 監督：杉田 愉
- 原案：湯本眞子
- 脚本：湯本眞子 / 杉田 愉
- 撮影：サーシャ・ソクーロフ
- 編集：杉田 愉
- 助監督：山崎慎一郎
- 製作：「花に無理をさせる」製作委員会

## 受賞・上映歴
- 第49回マルタ国際映画祭（マルタ）
- 第23回カステナリア国際青少年映画祭（スイス）
- 第18回サンクトペテルブルク国際映画祭（ロシア）
- 第18回ダマスカス国際映画祭（シリア）
- 第9回エヴォラ国際短編映画祭（ポルトガル）
- 第13回パトラ国際映画祭（ギリシャ）
- 第9回イルペン映画祭（ウクライナ）
- 第28回富士町古湯映画祭（日本）
- 第16回長岡アジア映画祭（日本）、他
- 第8回モナコ国際映画祭（モナコ公国）最優秀助演女優賞【丸山桃子】